# Hahajima

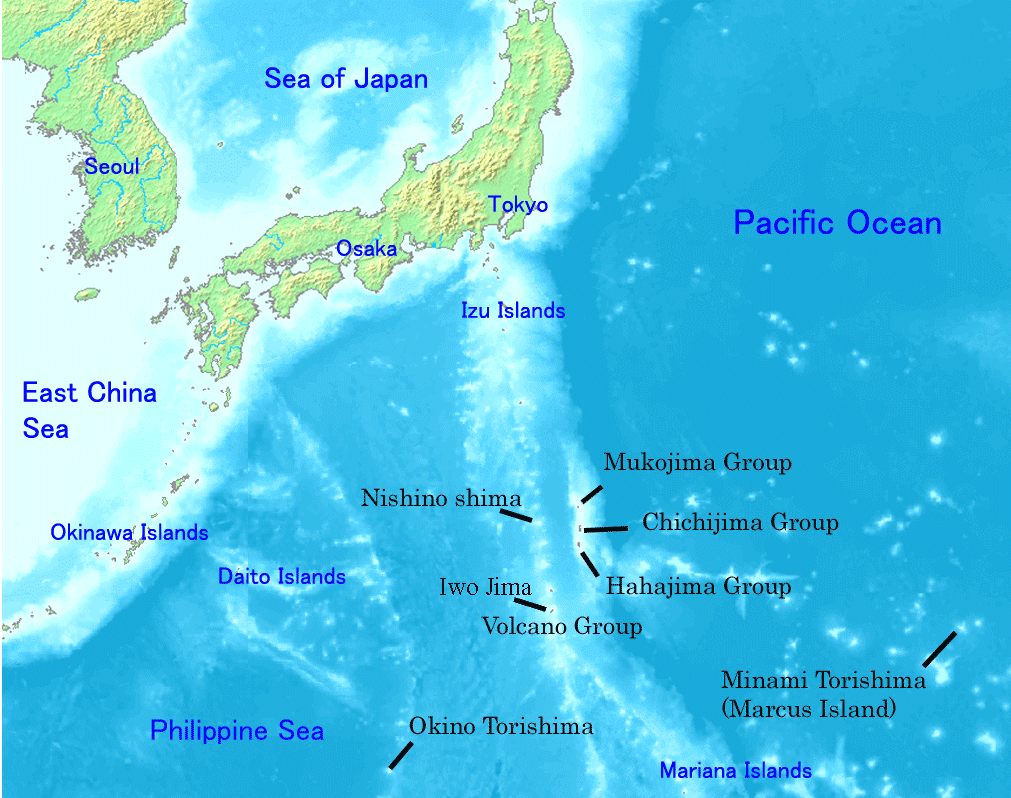
Lägeskarta

Hahajima (japanska: 母島?, Hahajima, ordagrant "Moderön"; tidigare Coffin Island eller Hillsborough Island) är huvudön bland Hahajimaöarna i nordvästra Stilla havet som tillhör Japan.

## Geografi
Hahajima är den näst största ön bland Ogasawaraöarna och ligger söder om Izuöarna cirka 1 200 kilometer sydöst om Honshu. 
Ön är av vulkaniskt ursprung och har en areal om cirka 20,80 km², med en längd på cirka 11 kilometer och en bredd på 2 kilometer. De högsta höjderna är bergen Chibusa, omkring 460 m ö.h., och Sakaigatake, omkring 440 m ö.h.
Befolkningen uppgår till cirka 400 invånare där de flesta bor i orten Oki-mura (Okibyn) på öns södra del. Hahajima utgör tillsammans med Chichi-jima 50 kilometer norrut den administrativa enheten "Ogasawara-mura", huvudort i subprefekturen Ogasawara-shichō, som tillhör Tokyo prefektur på huvudön Honshu. Hahajima och Chichi-jima är de enda permanent bebodda öarna i subprefekturen.
Ön saknar flygplats och kan bara nås med fartyg. Resan till Chichi-jima och Hahajima tar omkring 2 timmar.

## Historia
Det är osäkert när öarna upptäcktes, de första dokumenterade japanska kontakterna skedde under Kanbunperioden, omkring 1670. Då var öarna obebodda.
Den 17 januari 1862 införlivas området i Kejsardömet Japan.
1880 införlivas området i prefekturen Tokyo. 
Under andra världskriget befästs huvudön av den japanska flottan och bemannas från januari 1944 med militärpersonal efter att den bofasta befolkningen evakuerats. Öarna ockuperades sedan av USA som förvaltade öarna fram till den 26 juni 1968 då området återlämnades till Japan.
1972 utsågs hela området till nationalpark under namnet Ogasawara nationalpark.
2007 anmäldes Hahajimaön tillsammans med övriga Ogasawaraöarna till Unesco för att eventuellt tas upp på världsarvslistan.